# Acceptabel ring
Inom matematiken är en acceptabel ring en generalisering av utmärkta ringar, där kraven om regelbundna ringar i definitionen av utmärkta ringar ersätts med krav om Gorensteinringar. Acceptabla ringar introducerades av Sharp (1977). 
Alla ändligdimensionella Gorensteinringar, ändligtgenererade algebror över acceptabla ringar och lokaliseringar av acceptabla ringar är acceptabla.